# 벌레잡이풀목

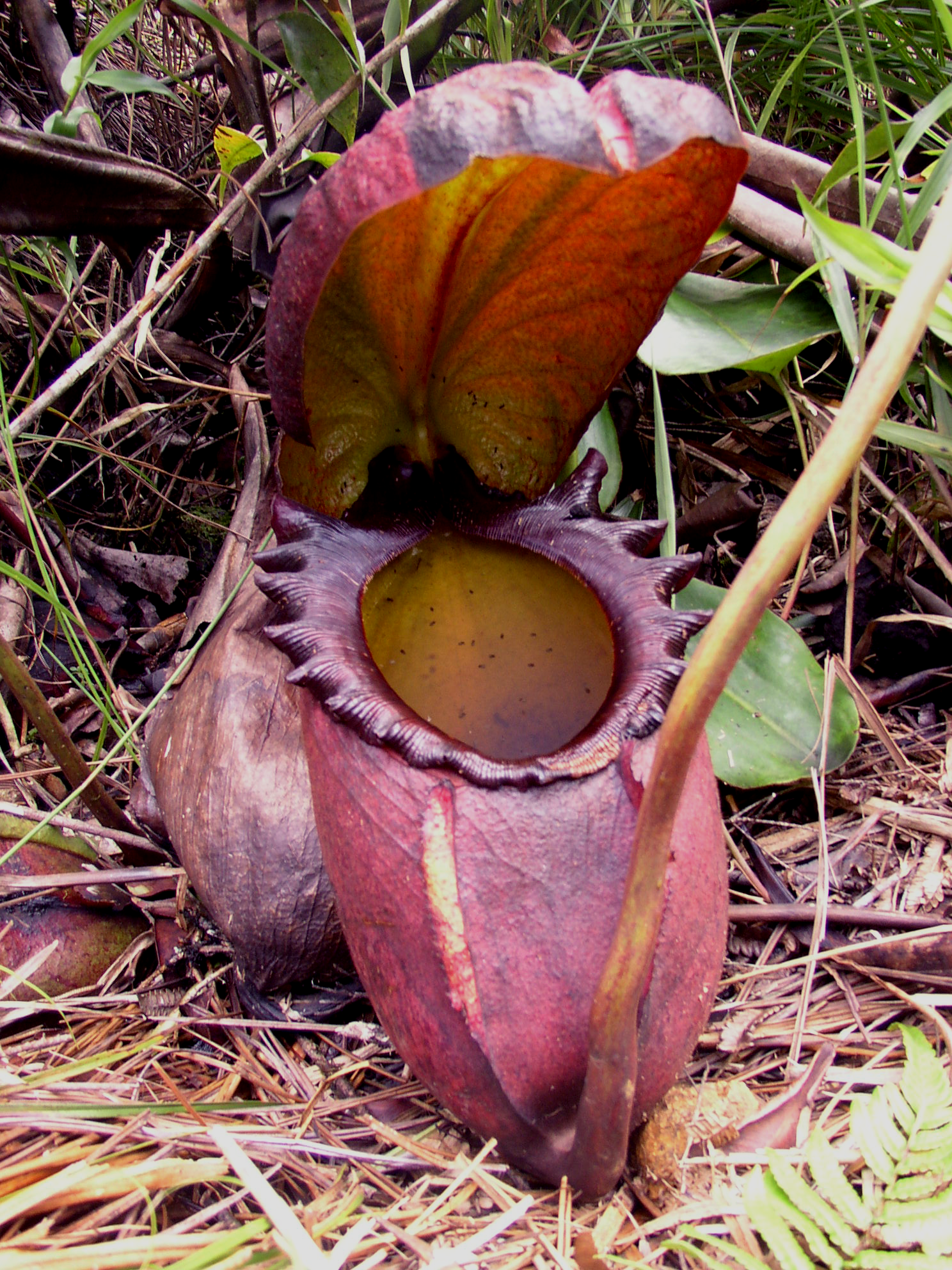
Nepenthes rajah

벌레잡이풀목(Nepenthales)은 속씨식물 분류군의 하나이다. 1981년판 크론퀴스트 분류 체계는 딜레니아아강(Dilleniidae)에 속하는 식물 목으로 분류하고, 3개 과를 포함시켰다. 끈끈이귀개·끈끈이주걱·긴잎끈끈이주걱·벌레먹이말·네펜테스 아텐보로우기이 등을 포함하고 있다.

## 크론퀴스트 분류 체계
1981년판 크론퀴스트 분류 체계에서 벌레잡이풀목은 딜레니아아강(Dilleniidae)으로 분류되었다.
- 벌레잡이풀목 (Nepenthales)
  - 끈끈이귀개과 (Droseraceae)
  - 벌레잡이풀과 (Nepenthaceae)
  - 사라세니아과 (Sarraceniaceae)

APG II 분류 체계는 벌레잡이풀목을 인정하지 않으며, 사라세니아과를 진달래목으로 분류하고, 끈끈이귀개과와 벌레잡이풀과는 석죽목으로 분류한다.